# Стів Джобс (фільм)
«Стів Джобс» (англ. Steve Jobs) — американський драматичний фільм, знятий Денні Бойлом за однойменним романом Волтера Айзексона 2011 року видання, який був адаптований в сценарій Аарон Соркіним. Стрічка розповідає про підприємця і винахідника, засновника компанії Apple Inc., Стіва Джобса, якого грає Майкл Фассбендер.
Світова прем'єра стрічки відбулася 5 вересня 2015 року на Телларайдському кінофестивалі. В український широкий прокат фільм вийшов 12 листопада 2015 року.

## Сюжет
Кінострічка зосереджується на трьох етапах у житті засновника Apple, кожен з яких пов'язують з впровадженням нового продукту: у 1984 році Джобс святкує тріумф — Macintosh став першим комерційно успішним персональним комп'ютером, що базувався на графічному інтерфейсі.
Події другого етапу історії успіху Стіва Джобса відбуваються через чотири роки. Не минуло й року після випуску Macintosh, як менеджер Apple зі скандалом іде з компанії й засновує конкурентне підприємство — NeXT. Там йому також вдається презентувати ринку революційний комп'ютер. Щоправда, ця модель не мала комереційного успіху, але технічно вважалась досконалою.
І врешті в третій частині історія успіху Фассбендер-Джобса починає розгортатися повною силою. Джобс знову повернувся в Apple, створив у 1998 року iMac та цим самим зумів вивести концерн з кризи.

## У ролях
- Майкл Фассбендер — Стів Джобс, співзасновник Apple.
- Кейт Вінслет — Джоанна Хоффман[en], член першої команди Mac та команди NeXT, довірена особа Джобса.
- Сет Роген — Стів Возняк, співзасновник Apple, творець комп'ютерів Apple I та Apple II.
- Джефф Деніелс — Джон Скаллі[en], головний виконавчий директор Apple з 1983 до 1993 рр., колишній президент Pepsi-Cola.
- Кетрін Вотерстон — Крісанн Бреннан, колишня кохана Джобса, мати його доньки Лізи.
- Майкл Сталберг — Енді Херцфельд, член першої команди Mac.
- Перла Хейні-Джардін, Ріплі Собо і Макензі Мосс — Ліза Бреннан-Джобс (у різні роки відповідно), донька Стіва Джобса та Крісанн Бреннан.
- Сара Снук — Андреа «Енді» Каннінґем, співпрацювала з Джобсом по запуску кількох продуктів в Apple.

## Сприйняття

### Критика
Фільм отримав позитивні відгуки: Rotten Tomatoes дав оцінку 85 % на основі 182 відгуків від критиків (середня оцінка 7,6/10) і 78 % від глядачів зі середньою оцінкою 3,8/5 (26 011 голосів). Загалом на сайті фільми має позитивний рейтинг, фільму зарахований «стиглий помідор» від кінокритиків і «попкорн» від глядачів, Internet Movie Database — 7,7/10 (8 553 голоси), Metacritic — 82/100 (44 відгуки критиків) і 6,3/10 від глядачів (88 голосів). Загалом на цьому ресурсі від критиків і від глядачів фільм отримав позитивні відгуки.

### Касові збори
Під час допрем'єрного показу у США, що розпочався 9 жовтня 2015 року, протягом першого тижня фільм був показаний у 4 кінотеатрах і зібрав 521 522 $, що на той час дозволило йому зайняти 16 місце серед усіх прем'єр. Прем'єрний показ розпочався із 23 жовтня 2015 року, фільм був показаний у 2 493 кінотеатрах і зібрав 7 105 735 $ (7 місце).

### Визнання
| Нагороди та номінації фільму «Стів Джобс» | Нагороди та номінації фільму «Стів Джобс»          | Нагороди та номінації фільму «Стів Джобс» | Нагороди та номінації фільму «Стів Джобс» | Нагороди та номінації фільму «Стів Джобс» | Нагороди та номінації фільму «Стів Джобс» |
| Рік                                       | Нагорода                                           | Категорія                                 | Номінант                                  | Результат                                 | Дж                                        |
| ----------------------------------------- | -------------------------------------------------- | ----------------------------------------- | ----------------------------------------- | ----------------------------------------- | ----------------------------------------- |
| 2016                                      | 73-тя церемонія вручення нагороди «Золотий глобус» | Найкращий актор у драмі                   | Майкл Фассбендер                          | Номінація                                 | [ 7 ]                                     |
| 2016                                      | 73-тя церемонія вручення нагороди «Золотий глобус» | Найкраща акторка другого плану            | Кейт Вінслет                              | Перемога                                  | [ 7 ]                                     |
| 2016                                      | 73-тя церемонія вручення нагороди «Золотий глобус» | Найкращий сценарій                        | Аарон Соркін                              | Перемога                                  | [ 7 ]                                     |
| 2016                                      | 73-тя церемонія вручення нагороди «Золотий глобус» | Найкраща музика                           | Деніел Пембертон                          | Номінація                                 | [ 7 ]                                     |
| 2016                                      | 69-та церемонія вручення нагороди БАФТА            | Найкраща чоловіча роль                    | Майкл Фассбендер                          | Номінація                                 | [ 8 ] [ 9 ]                               |
| 2016                                      | 69-та церемонія вручення нагороди БАФТА            | Найкраща жіноча роль другого плану        | Кейт Вінслет                              | Перемога                                  | [ 8 ] [ 9 ]                               |
| 2016                                      | 69-та церемонія вручення нагороди БАФТА            | Найкращий адаптований сценарій            | Аарон Соркін                              | Номінація                                 | [ 8 ] [ 9 ]                               |
| 2016                                      | 88-ма церемонія вручення нагороди «Оскар»          | Найкращий актор                           | Майкл Фассбендер                          | Номінація                                 | [ 10 ] [ 11 ]                             |
| 2016                                      | 88-ма церемонія вручення нагороди «Оскар»          | Найкраща акторка другого плану            | Кейт Вінслет                              | Номінація                                 | [ 10 ] [ 11 ]                             |